# Fred Hilton (cầu thủ bóng đá)
Frederick "Fred" Hilton (sinh ngày 8 tháng 7 năm 1903) là một cầu thủ bóng đá người Anh từng thi đấu ở vị trí wing half.